# 威廉·金頓·克利福德

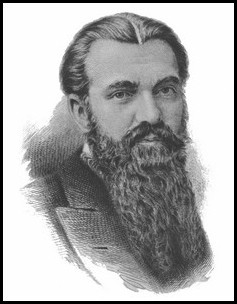
威廉·金頓·克利福德

威廉·金頓·克利福德（William Kingdon Clifford，1845年5月4日—1879年3月3日），英國數學家兼科學哲學家。他和赫爾曼·格拉斯曼發明了現在稱為幾何代數的範疇。數學物理上的克利福德代數以他命名。
先後入讀倫敦大學國王學院、劍橋大學三一學院。1867年，他在年終考試排第二。1871年，成為倫敦大學學院數學和力學教授，1874年成為英國皇家學會院士。1875年和小說家露西·藍恩結婚。1876年，他工作過度，身體幾乎崩潰，因為他白天忙着教學和管理事務，晚上又工作。他往阿爾及尼亞和西班牙度假。後來他到了馬德拉，在那兒因肺結核逝世，終年34歲。11天後，愛因斯坦出生。

## 數學
受黎曼和羅巴切夫斯基的影響，他學習非歐幾何。1870年，他寫了On the space theory of matter，指出能量和物質只是空間類型不同的曲率。這些想法是愛因斯坦的廣義相對論的基礎。
克利福德推廣了複數和四元數的概念，即複四元數。他又曾對雙曲複數進行研究，稱之為motor。
他對泛代數和橢圓函數都很有興趣。他亦發表了幾篇關於代數形式和射影幾何的論文。